# Niut Range
Die Niut Range ist ein Gebirgszug in den Pacific Ranges der Coast Mountains in der kanadischen Provinz British Columbia. Nach einigen Klassifikationen wird sie als Teil der Chilcotin Ranges angesehen, welche wiederum als Teil der Pacific Ranges betrachtet wird. 

## Geographie
Die Fläche der Niut Range beträgt 1.518 km². Sie liegt in einem Winkel von Homathko River und seinem westlichen Hauptarm, dem Mosley Creek. Von den Nachbar-Gebirgszügen ist sie durch die Flüsse inselartig isoliert, da beide Flüsse ihre Quellen auf dem Chilcotin Plateau jenseits der Berge haben. Der höchste Gipfel ist der Razorback Mountain.
Nordwestlich jenseits des Mosley Creek liegt die Pantheon Range, genau westlich die Waddington Range und südlich dieser die Whitemantle Range; weiter nordwestlich findet sich das Ha-Iltzuk Icefield, jenseits des Klinaklini River. Im Südosten jenseits des Grand Canyon des Homathko River liegt das Homathko Icefield und östlich davon jenseits des Gebietes des Mount Queen Bess der Ts’ilʔos Provincial Park.

## Geschichte
Nur wenig unterhalb des Zusammenflusses von Mosley Creek und Homathko River, am südlichen Fuß der Niut Range, kam es nach Schikanen gegen eine Gruppe der Tsilhqot'in First Nation, die angeworben worden waren, beim Aufbau eines Unternehmens namens Waddington’s Road zu helfen, zu einem Massaker an Arbeitern des Unternehmens. Diese eröffneten die Feindseligkeiten zwischen einer Gruppierung der Tsilhqot'in und der Kolonialregierung von British Columbia.
Dies wiederum war der Auslöser des Chilcotin-Krieges von 1864. Der in den heutigen Karten eingezeichnete Waddington Harbour ist ein Relikt dieser Zeiten. Die Vermessung für eine Stadt war Teil der Verpflichtungen des Bauherren Alfred Waddington, der vom Verkauf von Parzellen profitieren sollte. Einige Parzellen wurden tatsächlich verkauft, aber die vorgesehene Stadt wurde nie gegründet.
Die Route der unfertig gebliebenen Straße wurde später für die Hauptlinie der Canadian Pacific Railway (CPR) vorgeschlagen, die Vancouver Island über die Seymour Narrows mit Anschluss an Victoria an das Festland anbinden sollte. Stattdessen wurde jedoch das Burrard Inlet für die Endstation der Eisenbahnlinie ausgewählt, was schließlich zur Gründung von Vancouver führte. Das Interesse an der Strecke ließ nach, nachdem die CPR sie aufgegeben hatte.
Doch Pläne zur Nutzung des Homathkowassers zur Stromerzeugung durch BC Hydro, das staatliche Energiemonopol der Provinz, gab es seit dem späteren 20. Jahrhundert. Das hydroenergetische Potential allein des Homathko ist schon beträchtlich, doch der zunächst erdachte volle Ausbau hätte die Taseko-Seen, nämlich den Upper und den Lower Taseko Lake sowie den Chilko Lake über den Tatlayoko Lake in das Flusssystem des Homathko eingebunden. Anders als diese Verlagerungen, welche den Chilcotin River und seinen Beitrag zur Wassermenge des Fraser River vermindert hätte, hätte eine Kaskade von Dämmen am Homathko und seinen Nebenflüssen eines der ergiebigsten Projekte in der Provinz dargestellt, wenn die zusätzliche Energie der Nebenflüsse des Chilcotin einbezogen worden wäre.
Die Gründung des Ts’ilʔos Provincial Park und des Big Creek Provincial Park haben zur Rückstellung des Energieplans geführt, da Chilko Lake und Taseko Lakes unter Schutz gestellt wurden und nicht abgeleitet werden dürfen. Außerdem sprechen Gründe für die Aufrechterhaltung der Lachs-Fischerei gegen die Energienutzung. In das hydroelektrische Potential des Homathko Canyon wird immer noch Geld investiert; so gibt es ein Projekt für ein Laufwasserkraftwerk von Plutonic Power, einem Tochterunternehmen von General Electric.